# Juan Antonio Anquela
Juan Antonio Albacete Anquela, né le 11 septembre 1957 à Linares (province de Jaén, Espagne), est un footballeur espagnol reconverti en entraîneur.

## Biographie

### Joueur
Anquela naît à Linares mais passe son enfance à Arquillos. Il joue dans les catégories juniors du Real Jaén au poste d'ailier.
De 1978 à 1983, il joue avec l'équipe première du Real Jaén.
En 1983, il rejoint l'Elche CF où il reste jusqu'en 1986.
En 1986, il signe avec l'Albacete Balompié.
En 1987, il rejoint le Linares CF.
De 1988 à 1990, il joue avec le Cordoue CF.
Il met un terme à sa carrière de joueur en 1992.

### Entraîneur
En 2001, Anquela devient entraîneur du Real Jaén.
Il entraîne ensuite Huesca (2005), UD Melilla, Águilas CF, AD Alcorcón (2008-2012), Grenade CF et Numancia (2013-2015).
Avec l'AD Alcorcón, il élimine le Real Madrid de la Coupe d'Espagne en 2009 (victoire 4 à 0 lors du match aller). Lors de cette même saison 2009-2010, il parvient à faire monter Alcorcón en deuxième division.
Le 30 novembre 2015, il retourne à la SD Huesca qu'il parvient à maintenir en deuxième division. En 2017, le club termine à la sixième place du championnat de D2 et se qualifie pour la première fois pour les play-offs de promotion en D1 (éliminé par Getafe CF).
En juin 2017, il rejoint le Real Oviedo (D2). Il est remercié en avril 2019.
En été 2019, il signe avec le Deportivo La Corogne (D2). Il est remercié le 7 octobre 2019 (une seule victoire après dix journées).